# Ustanciosporium majus
Ustanciosporium majus är en svampart som först beskrevs av Jean Baptiste Desmazières, och fick sitt nu gällande namn av M. Piepenbr. 2000. Ustanciosporium majus ingår i släktet Ustanciosporium och familjen Anthracoideaceae.   Inga underarter finns listade i Catalogue of Life.